# モンゴルフィエ兄弟
モンゴルフィエ兄弟（モンゴルフィエきょうだい）は、兄ジョゼフ＝ミシェル・モンゴルフィエ（フランス語: Joseph-Michel Montgolfier 、1740年8月26日 - 1810年6月26日）と弟ジャック＝エティエンヌ・モンゴルフィエ（フランス語: Jacques-Étienne Montgolfier 、1745年1月6日 - 1799年8月2日）の2人で熱気球を発明し、世界で初の有人飛行を行なったフランスの兄弟。その功績から1783年12月、兄弟の父ピエールがルイ16世により貴族に叙せられ「ド・モンゴルフィエ」（de Montgolfier）を名乗るようになった。

## 生い立ち
兄弟は、フランスのリヨンの南方アルデシュ県の町アノネー(en)で製紙業者の息子に生まれた。父ピエール・モンゴルフィエ (1700–1793年) と母アンヌ・デュレ (1701–1760年) は全部で16人の子をもうけた。ピエールは長男レーモン（後のレーモン・ド・モンゴルフィエ、1730–1772年）を後継者とした。
ジョゼフは12番目の子で、典型的な発明家気質を備えた夢見がちな変わり者で、事業には向かない性格だった。エティエンヌは15番目の子で、もっと普通で実務的な気質だったが、兄たちと喧嘩が絶えず、建築家にするためにパリに修行に出された。しかし1772年にレーモンが突然亡くなり、製紙業の後継者とするべくアノネーに呼び戻された。その後10年間、エティエンヌは一家の事業に様々な技術革新を導入する才能を発揮した。フランス政府もその業績に注目し、モンゴルフィエの製紙工場はフランスの製紙業のモデルとして認められるようになった。

## 初期の実験
ジョゼフは1777年頃までに、洗濯物を乾燥させるために火を焚いたとき、その上の洗濯物が上昇する気流でうねってポケットのような形になることに気付き、熱気球を思いついた。1782年11月、アヴィニョンに住んでいたジョゼフは、最初の決定的な実験を行った。数年後彼が語ったところによると、ある日の夕方、焚き火を眺めながら当時最大の軍事問題だったジブラルタル要塞の攻略法を考えていた（ジブラルタル包囲戦参照）。その要塞は洋上からも陸上からも難攻不落だった。焚き火から燃えカスが舞い上がるのを見て、ジョゼフは軍団を同じように空中に浮かび上がらせることができるのではないかと考えた。当時は暖められた空気が上昇することがわかっておらず、ジョゼフは物を燃やした煙の中に上昇させる成分が含まれていると考えた。そのため、煙を「モンゴルフィエのガス」と呼んだ。
沈思の末、ジョゼフは細い木材で1m×1m×1.3mの大きさの枠を作り、側面と上面を軽いタフタ生地で覆い、箱のように形成した。何枚かの紙を丸めてその下に置き、点火するとすぐさまその仕掛けが浮き上がり、天井にぶつかった。もっと大きな仕掛けを作るため、ジョゼフは兄弟たちに「タフタと綱をすぐに持ってきてくれ。そうしたら世界で最も驚異的な風景を見られるぞ」と手紙を送った。それに従ったエティエンヌと共に、兄弟で長さを3倍（体積にして27倍）にした同様の仕掛けを作った。その上昇力はすさまじく、1782年12月14日に行った最初の実験で綱が足りなくなり制御を失ってしまった。上昇したその仕掛けは約2km漂い続け、落下すると「おばけが落ちてきた」と村人たちの間で大騒ぎになり、破壊された。

## 公開実験

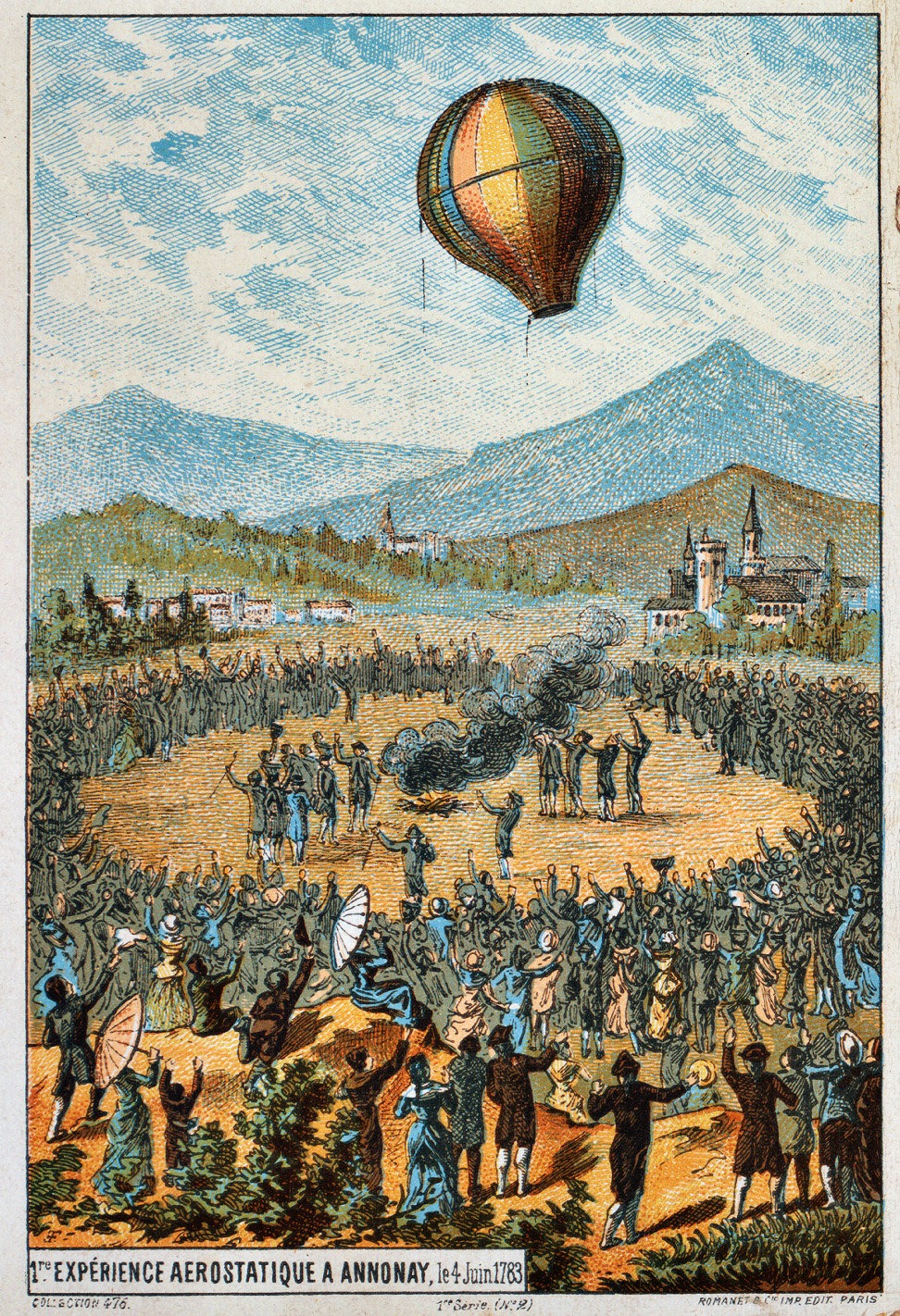
アノネーでの最初の公開実験（1783年6月4日）

兄弟は自分達の発明であることを世間に知らしめるため、公開実験を行うことにした。リンネルの内側を薄い紙3枚で補強した球形の気球を作った。内容量は790m3弱で、総重量は225kgである。4つの部分（上のドーム形の部分と、下を3つに分割した部分）に分けて作り、1,800個のボタンでそれらを繋ぎ合わせている。補強のため漁網で外側を覆った。
1783年6月4日、役人を招待した上でアノネーにて最初の公開飛行を行った。袋は1600-2000m（推定）まで上昇し、2kmの距離を約10分に渡って滞空した。その成功はすぐさまパリに伝えられた。エティエンヌはさらなる公開実験を行うためパリに向かった。内気なジョゼフはパリには行かず、アノネーの実家に残った。パリでのエティエンヌは「まじめで高潔な態度で…服装と行儀で謙虚さを表し…」ていた。

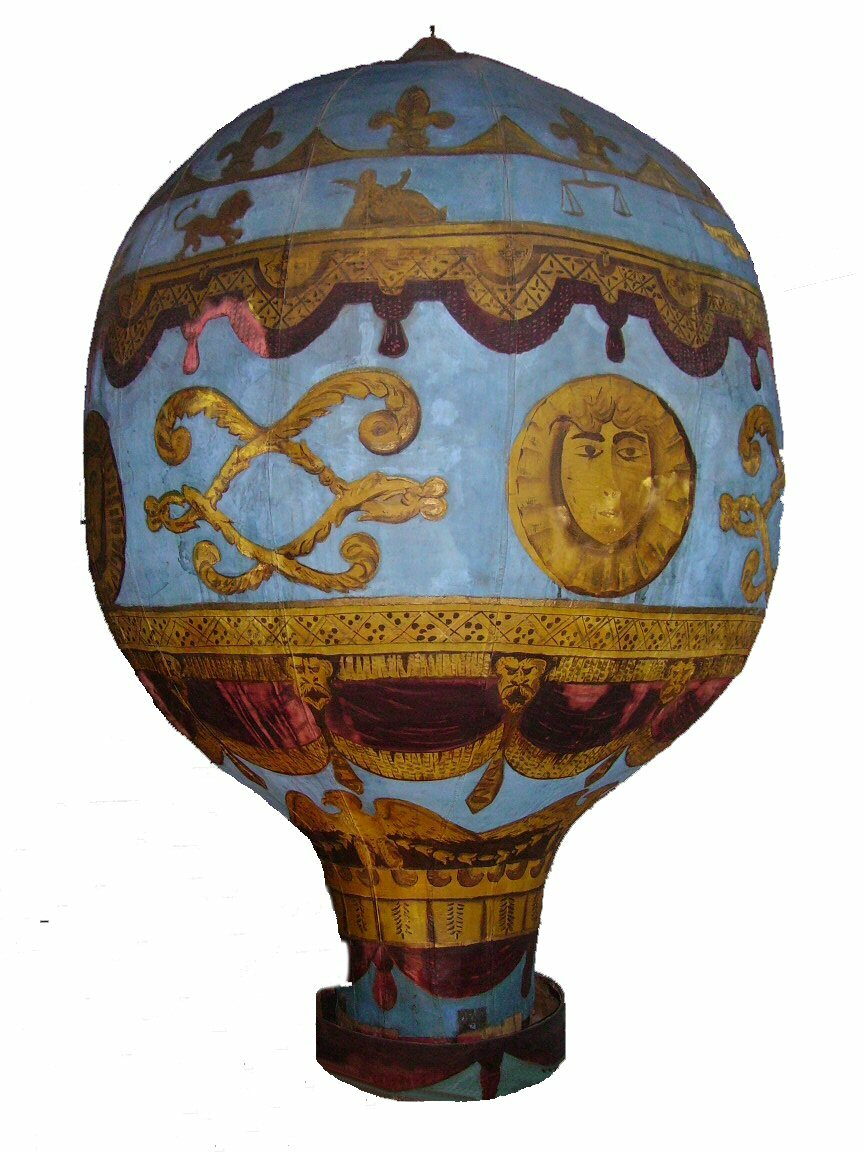
モンゴルフィエ兄弟の気球の模型（サイエンス・ミュージアム）

成功した壁紙業者ジャン＝バティスト・レヴェイヨンと共同で、エティエンヌはタフタ生地に耐火性を持たせるためにミョウバンを含むニスを塗った1,060m3容量の気球を作った。気球は空色で、金色の模様（花模様、黄道十二星座の印、太陽）があしらわれていた。このデザインはレヴェイヨンの関与を示している。公開実験は9月11日、レヴェイヨンの屋敷に近い広場で行われた。間もなく、上空の大気が生物に与える影響についての懸念が生じた。そこで王は実験台として2人の死刑囚を乗せてはどうかと提案してきたが、モンゴルフィエ兄弟はまずヒツジとアヒルとニワトリを乗せることを決めた。動物たちが生きていれば、上空でも酸素がなくならないと分かるからである（人間が空を飛ぶのは不遜ではないかという聖職者の意見があったので、神罰が下らないことを証明するためだったとも言われる）。

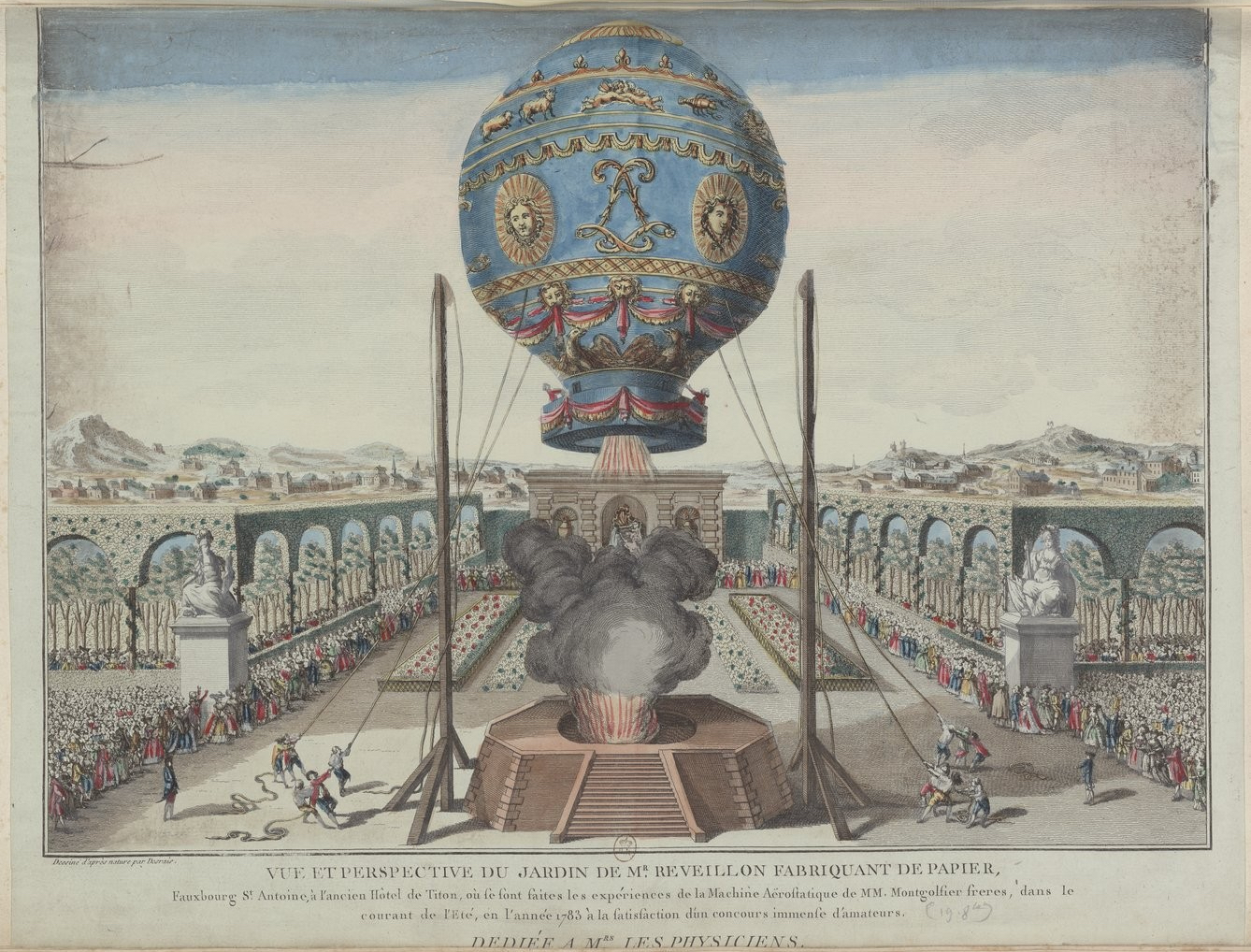
1783年9月19日の実験

1783年9月19日、「レヴェイヨン気球」（Aérostat Réveillon）と名付けられた気球にはそれらの生物を入れた籠が吊り下げられた。ヒツジは人間と生理学的に近いと考えられていた。アヒルは鳥なので上空でも死なないだろうと見られており、高度の影響よりも気球そのものの影響を見るために入れられた。ニワトリはほとんど飛べないので、さらなる影響を見るために入れられた。このときの公開実験はヴェルサイユ宮殿で大勢詰め掛けた群衆とフランス王ルイ16世と王妃マリー・アントワネットの眼前で行われた。気球は約8分間滞空し、3kmほど移動。高度はおよそ460mに達した。その後、墜落することなく着陸した。

## 有人飛行

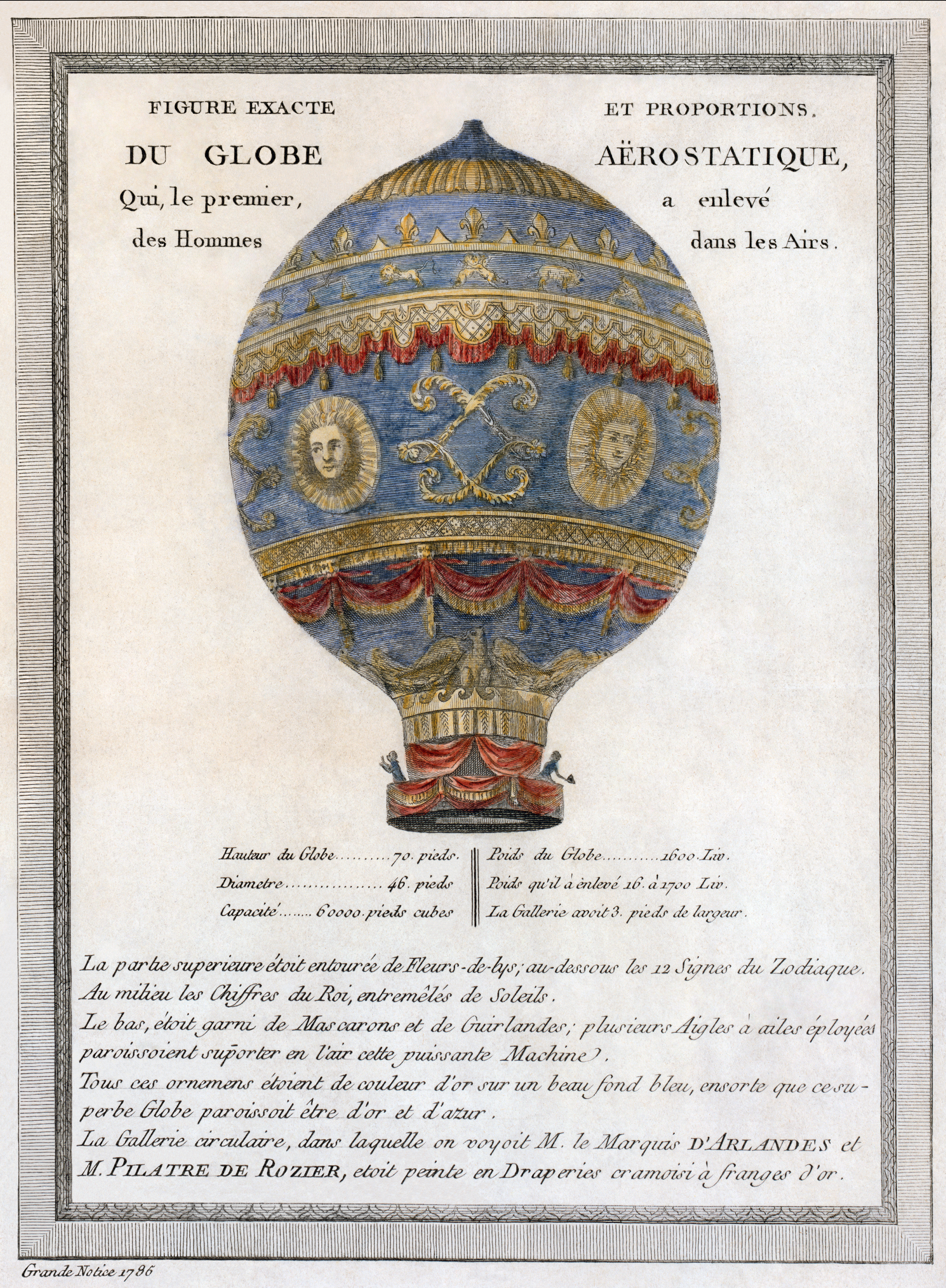
1786年に描かれた技術データの書き込まれたモンゴルフィエ兄弟の気球

ヴェルサイユでの成功を受け、エティエンヌは再びレヴェイヨンと共同で有人飛行用の1,700m3の気球製作にとりかかった。この気球は高さ約75ft、直径約50ftだった。表面には再びレヴェイヨンが様々な装飾を施した。配色は深い青を背景として、金色の装飾が施されている。フルール・ド・リス、黄道十二宮の印、ルイ16世の顔が描かれた太陽などで荘厳に装飾されている。その下に赤い垂れ幕があり、最下部にイヌワシが描かれている。1783年10月15日、レヴェイヨンの工場の地所から綱で係留した状態で試験飛行が行われ、エティエンヌが史上初の気球に乗った人物になったと見られる。同日、ピラートル・ド・ロジェが2人目として搭乗。ただし係留した状態だったので、高度はせいぜい24mだった。
1783年11月21日、係留していない熱気球による史上初の有人飛行が行われた。ピラートル・ド・ロジェとフランソワ・ダルランド侯爵の2人が搭乗。パリの西にあるブローニュの森に近いシャトー・ド・ラ・ミュエットの庭から発進し、2人を乗せた気球は910mほどまで上昇し、パリ上空の9kmの距離を25分間にわたって飛行した。気球はパリを囲んでいた壁を越えてビュット＝オー＝カイユの丘の風車と風車の間に着陸した。着陸した時点でも燃料は十分あり、あと4、5回は飛行できそうだったが、火の粉が飛んで気球表面を焦がしており、気球が燃えることを心配したピラートルがコートで火を消したのだった。
この飛行は一大センセーションを巻き起こし、多数の版画が作られた。背もたれを気球形にした椅子、気球形の置時計、気球の絵が描かれた陶器なども作られた。
1784年初め、リヨンの行政官ジャック・ド・フレッセル（後にパリ市長となり、フランス革命の犠牲となった）の支援で作られた「フレッセル気球」が着陸に失敗し、負傷者を出した。また1785年6月には「ギュスターヴ」と名付けられた気球に初の女性エリザベート・ティブルが搭乗した。

## その後

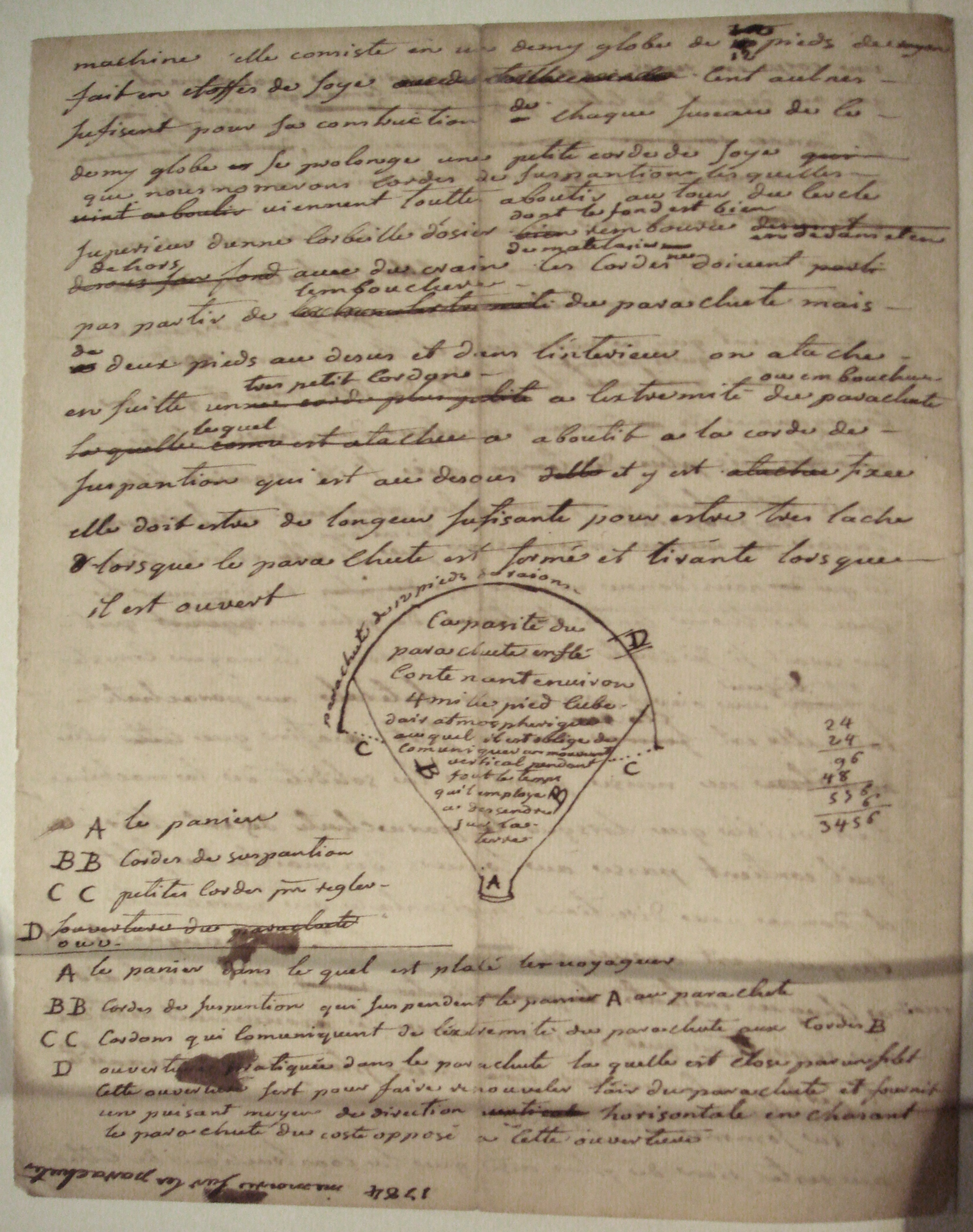
発明についての本人の手稿（1784年）

1766年、イギリスの科学者ヘンリー・キャヴェンディッシュは鉄・スズ・亜鉛に硫酸を加えると水素が発生することを発見。モンゴルフィエ兄弟とほぼ同時期にガス気球も開発されていた。その中心的存在がジャック・シャルルとロベール兄弟である。1783年8月27日、パリのシャン・ド・マルス公園で最初の水素気球の飛行実験を行った。6千人の観客が料金を払って観覧している。同年12月1日、シャルルとニコラ＝ルイ・ロベールが搭乗しての有人飛行を行い、2時間5分滞空して36kmの距離を飛んだ。シャルルはすぐさま単独でも飛行し、高度3,000mまで上昇した。
熱気球とガス気球は競い合うように発展していったが、水素気球は熱気球に比べて効率的だったため、熱気球は一時期あまり使われなくなった。その後の気球に関する世界初の多くはガス気球によるものである。例えば1785年1月7日、ジャン＝ピエール・ブランシャールとジョン・ジェフリーズが水素気球によるドーヴァー海峡横断に成功した。滞空時間の記録を最近塗り替えているのは、ロジェ気球のようなガス気球と熱気球の機能を一体化した気球である。
1960年代にアメリカ合衆国のレイブン・インダストリーズが、ナイロン製でバーナーの燃料にプロパンガスを利用するより安全な気球を開発することで、モンゴルフィエ式の熱気球が見直されるようになった。現在、兄弟が最初の熱気球の公開飛行を行った6月5日は、熱気球の日となっている。

## 対立する主張
モンゴルフィエ兄弟の74年前、ブラジルの聖職者バルトロメウ・デ・グスマンが熱気球を発明した説があり、その発明について記した書籍がウィーンで1709年に出版され、別の記録も1917年ごろバチカンで発見されている。しかし、ポルトガル語圏以外の航空史家はこの説を否定しており、国際航空連盟の見解と対立している。

## 製紙業のその後
モンゴルフィエの製紙会社は今もアノネーに存在する。1799年にエティエンヌが亡くなると、その娘アレクサンドリーヌと結婚した義理の息子バルテルミ・バルー・ド・ラ・ロンバルディエール・ド・キャンソンが社長を継いだ。1801年には社名を "Montgolfier et Canson" とし、1807年には "Canson-Montgolfier" とした。キャンソン社は今でも高級アート紙などを製造し、世界120カ国で販売している。